# Archenbrunn
Archenbrunn ist der Name eines abgegangenen Ortes im Gemeindebereich Adelschlag im Landkreis Eichstätt.

## Lage
Die Hinweistafel auf den abgegangenen Ort steht an der Straße von Pietenfeld nach Ochsenfeld bei der Abzweigung zum Eichstätter Gemeindeteil Fasanerie. Die geographischen Lage ist mit den Koordinaten 48,850 Grad nördlicher Breite und 11,199 Grad östlicher Länge wohl am zutreffendsten anzugeben.

## Geschichte
Der Name weist auf einen – wohl mit Steinen – gefassten Brunnen hin. In der verhältnismäßig trockenen Karstlandschaft des Jura waren Stellen, an denen das Wasser an die Oberfläche gedrückt wurde, eine wichtige Voraussetzung für eine Ansiedlung. 1271 wird in einer Urkunde des Benediktinerinnenklosters Eichstätt als Zeuge für eine Hausübergabe ein Rudgerus de Alchenbrunnen genannt, wahrscheinlich ein Ortsadeliger von Archenbrunn/Alchenbrunn.
Von dem Adelssitz blieb lange Zeit nur ein Försteranwesen erhalten, das noch im 18. Jahrhundert in Karten des Hochstifts Eichstätt südlich von Weißenkirchen eingezeichnet ist. 1633 starb in Eichstätt der Förster Georg Weigl, der vor den herannahenden Schweden in die fürstbischöfliche Residenzstadt geflüchtet war.
In der Nähe des Forsthauses „Fasanerie“ an der Straße zwischen den Ortschaften Pietenfeld und Ochsenfeld sind untertägige neuzeitliche Mauerreste nachgewiesen, die wahrscheinlich zu der abgegangenen Siedlung bzw. zu dem ehemaligen Försteranwesen gehören. In Pietenfeld erzählt man noch von einem verschwundenen Dorf „über der Hauptstraße“.